# Untitled (album, The Byrds)
(Untitled) je deváté studiové album americké rockové skupiny The Byrds, vydané v září 1970 u vydavatelství Columbia Records. Jde o dvojalbum, jehož první část tvoří záznam z koncertů a druhou nové písně nahrané ve studiu. Koncertní nahrávky byly pořízeny 28. února 1970 v Colden Center Auditorium v Queens College v New Yorku a 1. března 1970 ve Felt Forum v New Yorku. Studiová část pak vznikla mezi 26. květnem a 11. červnem v Columbia Studios v Hollywoodu. Oproti předchozímu alba zde hraje nový baskytarista Skip Battin, který nahradil Johna Yorka.

## Seznam sklaeb
| Disk 1 (koncertní nahrávky) | Disk 1 (koncertní nahrávky)            | Disk 1 (koncertní nahrávky)       | Disk 1 (koncertní nahrávky) |
| Pořadí                      | Název                                  | Autor                             | Délka                       |
| --------------------------- | -------------------------------------- | --------------------------------- | --------------------------- |
| 1.                          | Lover of the Bayou                     | Roger McGuinn, Jacques Levy       | 3:39                        |
| 2.                          | Positively 4th Street                  | Bob Dylan                         | 3:03                        |
| 3.                          | Nashville West                         | Gene Parsons, Clarence White      | 2:07                        |
| 4.                          | So You Want to Be a Rock 'n' Roll Star | McGuinn, Chris Hillman            | 2:38                        |
| 5.                          | Mr. Tambourine Man                     | Dylan                             | 2:14                        |
| 6.                          | Mr. Spaceman                           | McGuinn                           | 3:07                        |
| 7.                          | Eight Miles High                       | Gene Clark, McGuinn, David Crosby | 16:03                       |

| Disk 2 (studiové album) | Disk 2 (studiové album) | Disk 2 (studiové album)                  | Disk 2 (studiové album) |
| Pořadí                  | Název                   | Autor                                    | Délka                   |
| ----------------------- | ----------------------- | ---------------------------------------- | ----------------------- |
| 1.                      | Chestnut Mare           | McGuinn, Levy                            | 5:08                    |
| 2.                      | Truck Stop Girl         | Lowell George, Bill Payne                | 3:20                    |
| 3.                      | All the Things          | McGuinn, Levy                            | 3:03                    |
| 4.                      | Yesterday's Train       | Gene Parsons, Skip Battin                | 3:31                    |
| 5.                      | Hungry Planet           | Battin, Kim Fowley, McGuinn              | 4:50                    |
| 6.                      | Just a Season           | McGuinn, Levy                            | 3:50                    |
| 7.                      | Take a Whiff on Me      | Huddie Ledbetter, John Lomax, Alan Lomax | 3:24                    |
| 8.                      | You All Look Alike      | Battin, Fowley                           | 3:03                    |
| 9.                      | Well Come Back Home     | Battin                                   | 7:40                    |

## Obsazení
The Byrds
- Roger McGuinn – kytara, Moog syntezátor, zpěv
- Clarence White – kytara, mandolína, zpěv
- Skip Battin – baskytara, zpěv
- Gene Parsons – bicí, kytara, harmonika, zpěv

Ostatní hudebníci
- Gram Parsons – doprovodné vokály
- Terry Melcher – klavír
- Byron Berline – housle
- Sneaky Pete Kleinow – pedálová steel kytara